# Championnat du monde d'échecs par équipes
Pour les articles homonymes, voir Championnat du monde d'échecs (homonymie).

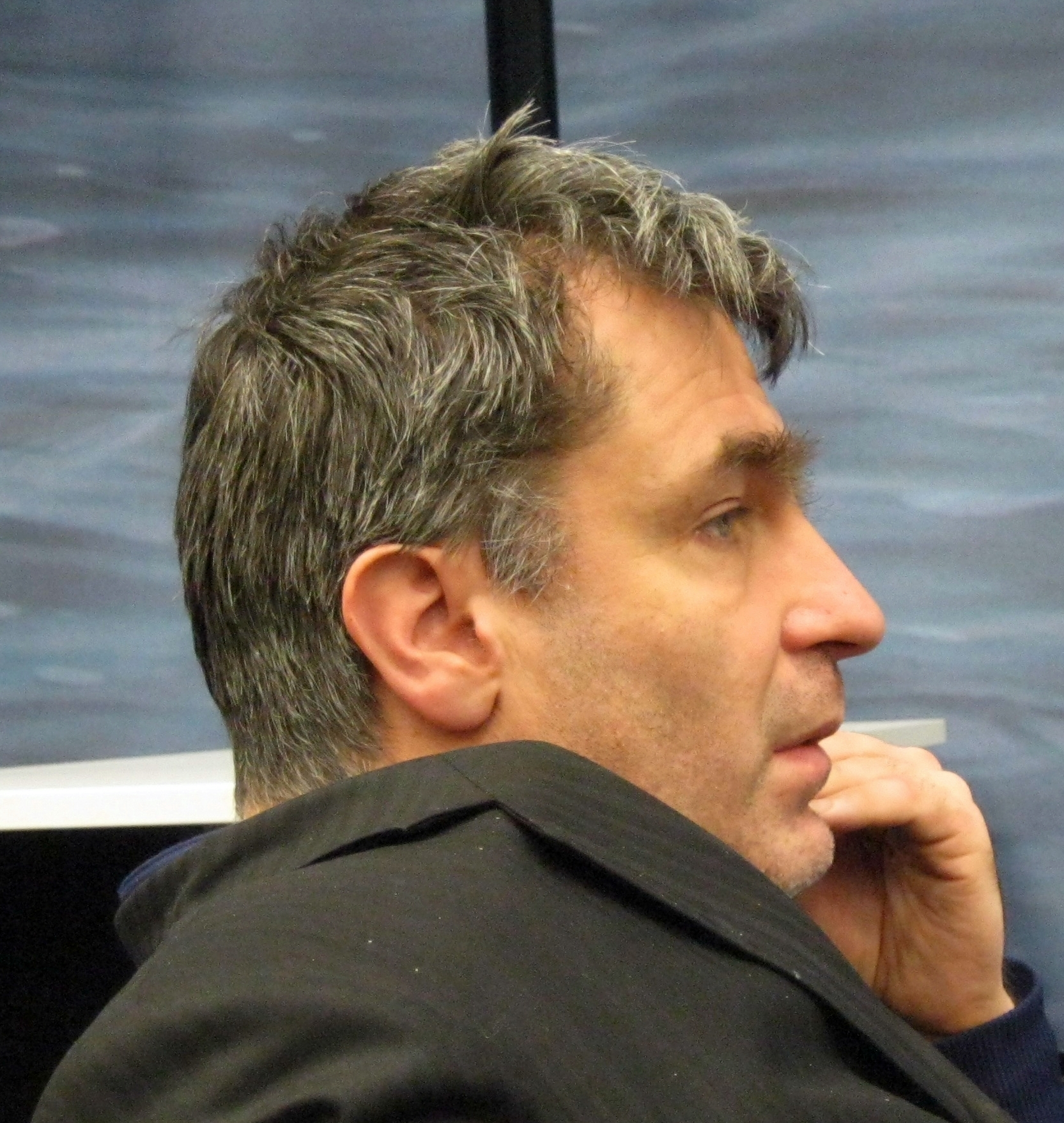
Vassily Ivanchuk, grand maître d'échec ukrainien, au Tata Steel Chess Tournament en janvier 2012.

Le Championnat du monde d'échecs par équipes est une compétition organisée par la Fédération internationale des échecs tous les quatre ans de 1985 à 2009, puis tous les deux ans à partir de 2011. Elle réunit 9 ou 10 des plus fortes équipes nationales du monde qui s'affrontent sur 4 échiquiers (6 échiquiers en 1985) dans un tournoi toutes rondes.
La France n'a participé qu'une fois à cette compétition (elle finit quatrième lors de la première édition en 1985). La Suisse a participé quatre fois : elle était le pays organisateur  de 1985 à 1997 et termina sixième en 1985 et 1989.
L'équipe de France féminine n'a participé qu'une fois au championnat du monde par équipes : elle finit neuvième et avant-dernière en 2013. Elle ne remporta qu'un seul match : celui contre la Turquie qui termina dernier.

## Palmarès

### Tournoi mixte
À partir de 2009 (championnat disputé en janvier 2010), le championnat du monde a lieu tous les deux ans et les équipes sont classées suivant les points de match  et départagés en cas d'égalité par le total des points marqués lors des parties..
| Année          | Lieu                               | Équipes | ÉchiquiersRempla- çants | Médaille d'or | Points          | Deuxième                | Troisième       | Quatrième       |
| -------------- | ---------------------------------- | ------- | ----------------------- | ------------- | --------------- | ----------------------- | --------------- | --------------- |
| 1985           | Lucerne, Suisse                    | 10      | 6 + 2                   | URSS          | 37,5 / 54       | Hongrie 34,5            | Angleterre 30,5 | France 28,5     |
| 1989           | Lucerne, Suisse                    | 10      | 4 + 2                   | URSS          | 25,5 / 36       | Yougoslavie 22,5        | Angleterre 21,5 | Hongrie 18,5    |
| 1993           | Lucerne, Suisse                    | 10      | 4 + 2                   | États-Unis    | 22,5 / 36       | Ukraine 21              | Russie 20,5     | Arménie 19      |
| 1997           | Lucerne, Suisse                    | 10      | 4 + 2                   | Russie        | 23,5 / 36       | États-Unis 23           | Arménie 21      | Angleterre 20,5 |
| 2001           | Erevan, Arménie                    | 9       | 4 + 2                   | Ukraine       | 21,5 / 32       | Russie 21               | Arménie 20      | Allemagne 18,5  |
| 2005           | Beer Sheva, Israël                 | 9       | 4 + 2                   | Russie        | 22 / 32         | Chine 21,5              | Arménie 18,5    | Ukraine 17,5    |
| 2009 (01.2010) | Bursa, Turquie                     | 10      | 4 + 2                   | Russie        | 15 / 18         | États-Unis 13           | Inde 13         | Azerbaïdjan 12  |
| 2011           | Ningbo, Chine                      | 10      | 4 + 1                   | Arménie       | 14 / 18         | Chine 13                | Ukraine 12      | Russie 10       |
| 2013           | Antalya, Turquie                   | 10      | 4 + 1                   | Russie        | 15 / 18         | Chine 14                | Ukraine 14      | États-Unis 10   |
| 2015,          | Tsakhkadzor, Arménie               | 10      | 4 + 1                   | Chine         | 15 / 18         | Ukraine 12              | Arménie 11      | Russie 10       |
| 2017           | Khanty-Mansiïsk, Russie            | 10      | 4 + 1                   | Chine         | 16 / 18         | Russie 15               | Pologne 12      | Inde 11         |
| 2019           | Astana, Kazakhstan                 | 10      | 4 + 1                   | Russie        | 16 / 18         | Angleterre 13           | Chine 12        | Inde 11         |
| 2022           | Jérusalem, Israël (tournoi rapide) | 12      | 4 + 1                   | Chine         | 5 - 3 en finale | Ouzbékistan (finaliste) | Inde            | Espagne         |

### Championnat féminin
| Année | Lieu                                | Médaille d'or | Médaille d'argent      | Médaille de bronze | Quatrième  | Cinquième  | Sixième    |
| ----- | ----------------------------------- | ------------- | ---------------------- | ------------------ | ---------- | ---------- | ---------- |
| 2007  | Iekaterinbourg                      | Chine         | Russie                 | Ukraine            | Géorgie    | Pologne    | Allemagne  |
| 2009  | Ningbo, Chine                       | Chine A       | Russie                 | Ukraine            | Géorgie    | Arménie    | Pologne    |
| 2011  | Mardin, Turquie                     | Chine         | Russie                 | Géorgie            | Inde       | Ukraine    | Arménie    |
| 2013  | Astana, Kazakhstan                  | Ukraine       | Chine                  | Russie             | Géorgie    | Inde       | États-Unis |
| 2015  | Chengdu, Chine                      | Géorgie       | Russie                 | Chine              | Inde       | Ukraine    | Kazakhstan |
| 2017  | Khanty-Mansiïsk                     | Russie        | Chine                  | Géorgie            | Inde       | Ukraine    | Pologne    |
| 2019  | Astana, Kazakhstan                  | Chine         | Russie                 | Géorgie            | Ukraine    | Kazakhstan | Inde       |
| 2021  | Sitges, Espagne (cadence rapide)    | Russie        | Inde (finaliste)       | Géorgie Ukraine    |            |            |            |
| 2023  | Bydgoszcz, Pologne (cadence rapide) | Géorgie       | Kazakhstan (finaliste) | France             | États-Unis |            |            |

## Composition des équipes du tournoi mixte (tournoi open)

### Lucerne 1985: URSS
1. URSS (37,5/54) : A. Karpov, A. Youssoupov, R. Vaganian, A. Beliavski, V. Smyslov, A. Tchernine, L. Polougaïevski
2. Hongrie (34,5) : L. Portisch, 2. Ribli, G. Sax, J. Pintér, A. Adorján, I. Faragó, I. Csom, A. Groszpeter
3. Angleterre (30,5) : T. Miles, J. Nunn, J. Speelman, N. Short, J. Mestel, M. Chandler, J. Plaskett, G. Flear
4. France (28,5) : B. Spassky, B. Kouatly, A. Haïk, M. Sharif, J.-L. Seret, O. Renet, M; Santo-Roman, G. Mirallès
5. Roumanie (28,5) : M. Suba, F. Gheorghiu, T. Ghitescu, D. Barbulescu, M. Ghinda, V. Stoica, S. Grunberg, C. Ionescu
6. Suisse (27,5) : V. Kortchnoï, W. Hug, H. Wirthensohn, D. Keller, F. Gobet, M. Trepp, G. Franzoni, M. Rüfenacht
7. Chine (27) ; 8. Argentine (25,5) ; 9. Allemagne de l'Ouest (23,5) ; 10. Afrique (7)

### Lucerne 1989: URSS
1. URSS (27,5/36) : A. Karpov, A. Beliavski, J. Ehlvest, R. Vaganian, V. Ivantchouk, M. Gourevitch
2. Yougoslavie (22,5) : L. Ljubojević, P. Nikolić, P. Popović, D. Velimirović, B. Ivanović, B. Damljanović.
3. Angleterre (21,5) : N. Short, J. Speelman, J. Nunn, M. Chandler, M. Adams, J. Hodgson
4. Hongrie (18,5) : G. Sax, A. Adorjan, A. Groszpeter, J. Horvath, P. Lukács, T. Tolnai
5. États-Unis (17) : Y. Seirawan, J. Fedorowicz, R. Dzindzichashvili, L. Christiansen, D. Gurevich
6. Suisse (17) : V. Kortchnoï, L. Brunner, B. Zuger, W. Hug, G. Franzoni, H. Wirthensohn
7. Cuba (16,5) ; 8. Chine (15,5) ; 9. Pays-Bas (12,5) ; 10. Afrique (11,5)

### Lucerne 1993: États-Unis
1. États-Unis (22,5/36) : G. Kamsky, A. Yermolinsky, B. Goulko, G. Kaidanov, J. Benjamin, L. Christiansen
2. Ukraine (21) : V. Ivantchouk, V. Malaniouk, O. Romanichine, V. Toukmakov, V. Eingorn, A. Frolov
3. Russie (20,5) : V. Kramnik, A. Khalifman, I. Bareïev, S. Dolmatov, A. Dreïev, A. Vyjmanavine
4. Arménie (19) : R. Vaganian, V. Akopian, S. Lputian, A. Minassian, A. Anastassian, A. Petrossian
5. Islande  (18,5) : J. Hjartarson, M. Pétursson, H. Olafsson, J. Arnason, H. Stefánsson, K. Porsteins
6. Lettonie (18) ; 7. Chine (18) ; 8. Ouzbékistan (16) ; 9. Suisse (13,5) ; 10. Cuba (13)

### Lucerne 1997: Russie
1. Russie (23,5/36) : I. Bareïev, P. Svidler, A. Khalifman, S. Roublevski, A. Dreïev, V. Zviaguintsev
2. États-Unis (23) : A. Yermolinsky, J. Benjamin, B. Goulko, N. de Firmian, G. Kaidanov, L. Christiansen
3. Arménie (21) : V. Akopian, R. Vaganian, S. Lputian, A. Minassian, A. Anastassian, M. Khachian
4. Angleterre (20,5) : N. Short, M. Adams, M. Sadler, J. Speelman, J. Hodgson, J. Nunn
5. Ukraine (18) : V. Ivantchouk, A. Onischuk, V. Malaniouk, O. Romanichine, S. Savtchenko, I. Novikov
6. Croatie (17,5) ; 7. Suisse (17) ; 8. Kazakhstan (15) ; 9. Cuba (14) ; 10. Géorgie (équipe féminine) (10,5)

### Erevan 2001: Ukraine
1. Ukraine (21,5/32) : V. Ivantchouk, R. Ponomariov,  V. Baklan, V. Eingorn, O. Romanichine, V. Malakhatko
2. Russie (21) : V. Kramnik, A. Dreïev, A. Grichtchouk, S. Roublevski, K. Sakaïev, A. Motyliov
3. Arménie (20) : V. Akopian, R. Vaganian, S. Lputian, K. Asrian, A. Anastassian, A. Minassian
4. Allemagne (18,5) : A. Youssoupov, C. Lutz, A. Graf, T. Luther, U. Bönsch
5. Hongrie (16,5) : P. Lékó, Z. Gyimesi, R. Ruck, Z. Varga, P. Ács, G. Kallai
6. Ouzbékistan (15,5) ; 7. Cuba (14,5) ; 8. Macédoine (9,5) ; 9. Iran (7)

### Beer Sheva 2005: Russie
1. Russie (22/32) : P. Svidler, A. Dreïev, A. Grichtchouk, A. Morozevitch, E. Bareïev, S. Roublevski
2. Chine (21,5) : Bu Xiangzhi, Zhang Pengxiang, Ni Hua, Zhang Zhong, Zhou Jianchao, Liang Chong
3. Arménie (18,5) : L. Aronian, V. Akopian, K. Asrian, R. Vaganian, S. Lputian, A. Anastassian
4. Ukraine (17,5) : V. Ivantchouk, R. Ponomariov, A. Volokitine, P. Eljanov, A. Moiseenko, S. Kariakine
5. États-Unis (16,5) : A. Onischuk, B. Goulko, G. Kaidanov, A. Goldin, I. Ibragimov, I. Novikov
6. Israël (14,5) ; 7. Géorgie (13,5) ; 8. Cuba (13) ; 9. Chine (équipe féminine) (7)

### Bursa, janvier 2010: Russie
1. Russie (15/18) : A. Grichtchouk, D. Iakovenko, A. Morozevitch, I. Tomachevski, V. Malakhov, N. Vitiougov
2. États-Unis (13 ; 21,5/36) : H. Nakamura, A. Onischuk, Y. Shulman, V. Akobian, R. Hess, R. Robson
3. Inde (13 ; 21) : K. Sasikiran, P. Harikrishna, S. Ganguly, G. Gopal, P. Arun, B. Adhiban
4. Aerbaïdjan (12 ; 22/36) : V. Gashimov, T. Radjabov, G. Gousseinov, S. Mamedyarov, R. Mamedov, N. Mamedov
5. Arménie (12 ; 20,5) : L. Aronian, V. Akopian, G. Sarguissian, A. Pashikian, T. L. Petrossian, T. Kotanian
6. Grèce (8) ; 7. Israël (7) ; 8. Brésil (4) ; 9. Égypte (3) ; 10. Turquie (3)

### Ningbo 2011: Arménie
Après 2009, les championnats du monde ont lieu tous les deux ans et chaque équipe comprend quatre titulaires et un remplaçant.
1. Arménie (14/18) : L. Aronian, S. Movsessian, V. Akopian, G. Sarguissian, R. Hovhannissian
2. Chine (13) : Wang Hao, Wang Yue, Li Chao, Yu Yangyi, Ding Liren
3. Ukraine (12) : V. Ivantchouk, P. Eljanov, Z. Efimenko, A. Moiseenko, A. Arechtchenko
4. Russie (10 ; 21/36) : S. Kariakine, A. Grichtchouk, I. Nepomniachtchi, P. Svidler, N. Vitiougov
5. Hongrie (10 . 19,5) : P. Lékó, Z. Gyimesi, J. Polgár, C. Balogh, V. Erdös
6. États-Unis  (10 ; 18,5) : G. Kamsky ; A. Onischuk ; Y. Shulman ; Y. Seirawan ; R. Hess
7. Azerbaïdjan (9) : T. Radjabov ; V. Gashimov ; R. Mamedov ; S. Mamedyarov ; G. Gousseinov
8. Inde (7) ; 9. Israël (5) ; 10. Égypte (0)

### Antalya 2013: Russie
1. Russie (15/18) : V. Kramnik, S. Kariakine, A. Grichtchouk, I. Nepomniachtchi, N. Vitiougov
2. Chine (14 ; 22/36) : Li Chao, Ding Liren, Wang Yue, Bu Xiangzhi, Yu Yangyi
3. Ukraine (14 ; 21) : V. Ivantchouk, A. Korobov, A. Moiseenko, Y Kryvoroutchko, A. Arechtchenko
4. États-Unis (10 ; 20,5/36) : H. Nakamura, G. Kamsky, A. Onischuk, R. Robson, V. Akobian
5. Arménie (10 ; 20) : L. Aronian, S. Movsessian, V. Akopian, G. Sarguissian, T. L. Petrossian
6. Pays-Bas (9) : A. Giri ; L. v. Wely ; S. Tiviakov ; I. Sokolov ; E. L'Ami
7. Allemagne (8) ; 8.  Azerbaïdjan (7) ; 9. Turquie (3) ; 10. Égypte (0)

### Tsakhkadzor 2015: Chine
1. Chine (15/18) : Ding Liren, Yu Yangyi, Bu Xiangzhi, Wei Yi, Wang Chen
2. Ukraine (12) : R. Ponomariov, V. Ivantchouk, P. Eljanov, Y. Kryvoroutchko, A. Moiseenko
3. Arménie (11) : L. Aronian, G. Sarguissian, S. Movsessian, V. Akopian, H. Melkoumian
4. Russie (10 ; 20,5/36) : A. Grichtchouk, S. Kariakine, I. Tomachevski, D. Iakovenko, N. Vitiougov
5. États-Unis (10 ; 19,5) : S. Shankland, A. Lenderman, A. Onischuk, V. Akobian, D. Naroditsky
6. Hongrie (9) : P. Leko ; V. Erdös ; Z. Almasi ; R. Rapport ; C. Balogh
7. Israël (8) ; 8.  Cuba (7) ; 9. Inde (7) ; 10. Égypte (1)

### Khanty-Mansiïsk 2017 (mixte): Chine
1. Chine (16/18) : Ding Liren, Yu Yangyi, Wei Yi, Li Chao, Wen Yang
2. Russie (15) : P. Svidler, I. Nepomniachtchi, N. Vitiougov, M. Matlakov, V. Fedosseïev
3. Pologne (12) : R. Wojtaszek, K. Piorun, J.-K. Duda, M. Bartel, G. Gajewski
4. Inde (11) : Vidit S. G., B. Adhiban, M. Karthikeyan, Krishnan Sasikiran, P. Negi
5. Turquie (10) : D. Šolak, M. Yilmaz, E. Can, V. Sanal, M. Dastan
6. Ukraine (8) ; 7.  Biélorussie (8) ; 8. États-Unis (8) ; 9. Norvège (2) ; 10. Égypte (0)

### Astana 2019 (mixte): Russie
1. Russie (16/18) : S. Kariakine, I. Nepomniachtchi, A. Grichtchouk, D. Andreïkine, V. Artemiev
2. Angleterre (13) : M. Adams, L. McShane, D. Howell, G. Jones, J. Speelman
3. Chine (12) : Ding Liren, Yu Yangyi, Wei Yi, Bu Xiangzhi, Ni Hua
4. Inde (11) : B. Adhiban, K. Sasikiran, S. Ganguly, S. P. Sethuraman, Aravindh
5. États-Unis (11) : D. Swiercz, S. Sevian, A. Onischuk, A. Lenderman, Z. Izoria
6. Iran (8) ; 7. Azerbaïdjan (8) ; 8. Kazakhstan (4) ; 9. Suède (4) ; 10. Égypte (3)

### Jérusalem 2022 (tournoi rapide): Chine
Cette compétition par équipe se joue selon une nouvelle formule en 2022 : les douze équipes sont divisées en deux poules 2 poules de 6 équipes qui s'affronteront en 5 rondes.Les quatre premières de chaque poule sont qualifiées pour un tournoi en duel à élimination directe au meilleur des deux matchs.
Tous les meilleurs joueurs ne sont pas présents mais des pays comme la France, les Pays-Bas, l’Azerbaïdjan ont composé des équipes avec des joueurs à plus de 2700 telle la France qui a délégué entre autres Maxime Vachier-Lagrave. Si l'Ukraine est présente, la Russie est absente des équipes concurrentes.
1. Chine (vainqueur de la finale) : Yu Yangyi, Bai Jinshi, Lu Shanglei et Li Di
2. Ouzbékistan (finaliste) : N. Jakubboev, J. Sindarov, S. Vokhidov, J. Vakhidov, A. Abdisalimov et O. Nigmatov
3. Inde (demi-finaliste) : Vidit, S.L. Narayanan, N. Sarin, K. Sasikiran, S.P. Sethuraman et A. Gupta
4. Espagne (demi-finaliste) : J. Santos Latasa, D. Antón Guijarro, A. Chirov, D. Iouffa, M. Santos Ruiz
Quart de finalistes : Azerbaïdjan, France, Pologne et Ukraine.

## Compositions des équipes féminines

### Ekaterinbourg 2007: Chine
1. Chine (17/18) : Hou Y., Zhao X., Shen Y., Ruan L. et Huang Q.
2. Russie (15) : T. Kosintseva, N. Kosintseva, E. Kovalevskaïa, E. Korbout et E. Taïrova
3. Ukraine (13) : K. Lagno, A. Ushenina, I. Gaponenko, T. Vassilievitch et O. Vozovic
4. Géorgie (11) : M. Tchibourdanidzé, L. Javakhichvili, N. Khourtsidzé, S. Khoukhachvili et S. Gvetadzé
5. Pologne (9) : M. Soćko, I. Rajlich, J. Zawadzka, K. Szczepkowska-Horowska et M. Przeździecka
6. Allemagne (8) ; 7. Vietnam (8) ; 8. Arménie (5) ; 9. République tchèque (4) ; 10. Botswana (0)

### Ningbo 2009: Chine
1. Chine A (12/18) : Hou Y., Zhao X., Shen Y., Ju W., et Huang Q.
2. Russie (12/18) : T. Kosintseva, N. Kosintseva, E. Kovalevkaïa, M. Romanko et V. Gounina
3. Ukraine (12/18) : A. Ushenina, N. Joukova, I. Yanovskaïa, M. Mouzytchouk et N. Zdebskaïa
4. Géorgie (11) : M. Tchibourdanidzé, N. Dzagnidzé, L. Javakhichvili, S. Khoukhachvili et M. Lomineichvili
5. Arménie (10) : E. Danielian, L. Mkrtchian, L. Galojan, N. Aginian et S. Andriassian
6. Pologne (10) :  I. Rajlich, J. Zawadzka, J. Dworakowska, J. Majdan et K. Szczepkowska-Horowska
7. Inde (9) : Harika D., Tania Sachdev, E. Karavade, M. Gomes et N. Krutika
8. États-Unis (6) ; 9. Chine B (6) ; 10. Vietnam (2)

### Mardin 2011: Chine
1. Chine (16/18) : Hou Y., Ju W., Zhao X., Tan Z. et Zhang X.
2. Russie (13) : N. Kosintseva, T. Kosintseva, A. Kosteniouk, V. Gounina et N. Pogonina
3. Géorgie (12) : N. Dzagnizde, L. Javakhichvili, B. Khotenashvili, N. Khourtsidzé et S. Melia
4. Inde (11) : Humpy Koneru, D. Harika, T. Sachdev, Padmini Rout et Swaminathan Soumya.
5. Ukraine (11) : A. Ushenina, M. Mouzytchouk, I. Gaponenko, N. Joukova et T. Vassilievitch
6. Arménie (9) : E. Danielian, L. Mkrtchian, L. Galojan, M. Kourtsova et N. Aginian
7. Vietnam (9) : Phạm L. T. N., Hoàng T. B. T., Nguyễn T. M. H., Nguyễn T. T. A. et Hoàng T. N. Y.
8. Grèce (5) ; 9. Turquie (4) ; 10. Afrique du Sud (0)

### Astana 2013: Ukraine
1. Ukraine (16/18) : K. Lagno, A. Ushenina, M. Mouzytchouk, N. Joukova et I. Gaponenko
2. Chine (15) : Ju W., Huang Q., Tan Z., Guo Q. et Shen Y.
3. Russie (13) : V. Gounina, A. Kosteniouk, N. Pogonina, A. Galliamova et O. Guiria
4. Géorgie (12) : N. Dzagnidzé, B. Khotenashvili, L. Javakhichvili, N. Khourtsidzé et S. Melia
5. Inde (9) : E. Karavade, N. Mohota, R. Padmini, M. Gomes et S. Soumya
6. États-Unis (8) ; 7. Kazakhstan (6) ; 8. Roumanie (6) ;
9. France (4) : S. Milliet, N. Maisuradze, A. Safranska, S. Collas et N. Benmesbah
10. Turquie (1)

### Chengdu 2015: Géorgie
1. Géorgie (17/18) : B. Khotenashvili, L. Javakhichvili, M. Arabidzé, N. Batsiachvili et S. Mella
2. Russie (15) : V. Gounina, A. Kosteniouk, N. Pogonina, A. Goriatchkina et O. Guiria
3. Chine (11) : Ju W., Tan Z., Shen Y., Lei T. et Ding Y.
4. Inde (10) : Humpy Koneru, D. Harika, R. Padmini, S. Soumya et M. Gomes
5. Ukraine (10) : A. Mouzytchouk, M. Mouzytchouk, A. Ushenina, N. Joukova et I. Gaponenko
6. Kazakhstan (9) : Z. Abdumalik, D. Saduakassova, G. Nakhbayeva, G. Dauletova et M. Davietbaeva
7. Arménie (7) ; 8. Pologne (6) ; 9. États-Unis (5) ; 10. Égypte (0)

### Khanty-Mansiïsk 2017 (femmes): Russie
1. Russie (16/18) : A. Kosteniouk, K. Lagno, V. Gounina, A. Goriatchkina et O. Guiria
2. Chine (13) : Ju W., Tan Z., Zhao X., Lei T. et Guo Qi
3. Géorgie (12, 21,5/36) : N. Dzagnidzé, L. Javakhichvili, B. Khotenashvili, N. Batsiachvili et S. Mélia
4. Inde (12, 20/36) : D. Harika, T. Sachdev, E. Karavade,  R. Padmini et Subbaraman V.
5. Ukraine (12, 19,5/36) : A. Ushenina, N. Joukova, I. Gaponenko, I. Osmak et N. Bouksa
6. Pologne (9) : M. Socko, J. Zawadzka, K. Szczepowska, K. Kulon et J. Majdan-Gajewska
7. États-Unis (6) ; 8. Vietnam (5) ; 9. Azerbaïdjan (5) ; 10. Égypte (0)

### Astana 2019 (femmes): Chine
1. Chine (18/18) : Tan Z., Shen Y. Huang Q., Lei T. et Ding Y.
2. Russie (14) : K. Lagno, A. Kosteniouk, V. Gounina, A. Goriatchkina et O. Guiria
3. Géorgie (12) : B. Khotenachvili, M. Arabidzé L. Javakhichvili, N. Batsiachvili et S. Mélia
4. Ukraine (12) : M. Mouzytchouk, A. Mouzytchouk, A. Ushenina, I. Gaponenko et N. Bouksa
5. Kazakhstan (10) : Z. Abdumalik, D. Saduakassova, B. Assaubayeva, G. Nakhbayeva et G. Dauletova
6. Inde (9) : E. Karavade, S. Soumya, R. Padmini, Tania Sachdev et Bhakti Kulkarni
7. États-Unis (7) ; 8. Arménie (4) ; 9. Hongrie (4) ; 10. Égypte (0)

### Sitges 2021 (tournoi rapide): Russie
En 2021, le championnat du monde féminin par équipes est un tournoi rapide (45 minutes plus 10 secondes d'incrément). 12 équipes sont réparties dans deux poules qualificatives et les quatre premières équipes de chaque poule sont qualifiées pour un tournoi à élimination directe. La Chine est absente de la compétition. Les deux équipes demi-finalistes (la Géorgie et l'Ukraine) reçoivent des médailles de
bronze.
1. Russie (vainqueur de la finale) : A. Goriatchkina, A. Kosteniouk, K. Lagno, P. Chouvalova et A. Kachlinskaïa
2. Inde (finaliste) : Harika Dronavali, R. Vaishali, T. Sachdev, , Bhakti Kulkarni et M.A. Gomes
3-4. Géorgie (demi-finaliste) : N. Dzagnidzé, N. Batsiachvili, M. Arabidzé, L. Javakhichvili, S. Mélia
3-4. Ukraine (demi-finaliste) : A. Mouzytchouk, M. Mouzytchouk, A. Ushenina, I. Osmak, N. Bouksa
Quart de finalistes : Arménie, Azerbaïdjan, Kazakhstan et équipe des  Amériques.

### Bydgoszcz 2023 (tournoi rapide): Géorgie
En 2023, comme en 2021, le championnat du monde féminin par équipes est un tournoi rapide (45 minutes plus 10 secondes d'incrément). 12 équipes sont réparties dans deux poules qualificatives et les quatre premières équipes de chaque poule sont qualifiées pour un tournoi à élimination directe.
Lors de cette édition, un match de classement est disputé pour déterminer l'équipe à la troisième place.
La Russie est absente de la compétition.
1. Géorgie (vainqueur de la finale) : B. Khotenachvili, M. Arabidzé, N. Batsiachvili, L. Javakhichvili, S. Mélia
2. Kazakhstan (finaliste) : B. Assaubayeva, M. Kamalidenova, X. Balabayeva, A. Nurmanova, A. Serikbay, A. Kairbekova
3. France (demi-finaliste) : D. Daulyte-Cornette, A. Savina, S. Milliet, M. Hejazipour, N. Benmesbah, S. Alexieva
4. États-Unis (demi-finaliste) : A. Lee, A. Zatonskih, T. Abrahamyan, A. Wang, A. Pourkashiyan
Quart de finalistes : Allemagne, Chine, Pologne et Ukraine.